# María Petralifas
María Ducas Comneno Petralifas (en griego: Μαρία Δούκαινα Κομνηνή Πετραλίφαινα) fue la esposa de Teodoro Comneno Ducas, gobernante de Epiro y emperador de Tesalónica de 1224 a 1230. María es la primera consorte del Estado epirota conocida por su nombre: las dos esposas de Miguel I Comneno Ducas, predecesor de su esposo, eran miembros de la familia Meliseno pero se desconocen sus nombres.

## Orígenes familiares
María era miembro de la familia Petralifas, de origen italiano. Su hermano Juan Petralifas era un noble de alto rango en la corte del emperador bizantino Isaac II Ángelo, y fue nombrado gobernador de Tesalia y Macedonia. En 1195, sin embargo, desempeñó un papel principal en la expulsión de Isaac II y su reemplazo por Alejo III Ángelo. La hija de Juan, Teodora Petralifas, se casó con Miguel II Comneno Ducas, hijo ilegítimo del fundador del Estado epirota, Miguel I Comneno Ducas.

## Matrimonio
Se casó con Teodoro Comneno Ducas en algún momento durante la estadía de este en la corte de Teodoro I Láscaris. Teodoro era hijo del sebastocrátor Juan Ducas y de Zoe Ducas. Después de que la cuarta cruzada capturara Constantinopla en 1204, siguió a Láscaris a Asia Menor, donde este fundó el Imperio de Nicea. Hacia 1210, Teodoro fue invitado por su medio hermano Miguel I Comneno Ducas a Epiro, donde había fundado un principado griego independiente. Miguel quería la ayuda de Teodoro, ya que su único hijo, el futuro Miguel II, era menor de edad e ilegítimo, mientras que consideraba a sus otros medios hermanos carentes de la capacidad para gobernar. Según Konstantinos Varzos, el primogénito de María y Teodoro debe haber nacido en 1206. En las fuentes, Teodora nunca es mencionada por su apellido original, sino siempre por los apellidos de su esposo como «Ducas» y «Comneno».

## Descendencia
Con Teodoro, María tuvo cuatro hijos:
- Ana Ángelo Comneno Ducas, quien se casó con el rey Esteban Radoslav de Serbia
- Juan Comneno Ducas, quien se convirtió en emperador de Tesalónica en 1237
- Irene Comneno Ducas, quien se casó con Iván Asen II
- Demetrio Ángelo Ducas, quien sucedió como gobernante de Tesalónica en 1244